# Avro Canada
Avro Canada — канадська авіабудівна компанія, що існувала з 1945 по 1962 . По завершенню другої світової війни, Британська корпорація Hawker Siddeley, придбавши в Канаді державний авіаційний завод Victory Aircraft, заснувала на його базі свою дочірню компанію «A.V. Roe Canada Ltd». На початку своєї діяльності, Avro Canada, займалась ремонтом, та обслуговуванням літаків часів другої світової війни (Hawker Sea Fury, North American B-25 Mitchell та Avro Lancaster), але з часом, купуючи інші компанії та активно інвестуючи в новітні дослідження — Avro Canada стала третьою за величинию компанією Канади і увійшла до сотні найбільших компаній світу.

## Історія

### Передумови
Авіабудівний завод в Малтоні (селище Малтон стало частиною міста Міссісога в 1974 році), Онтаріо, був заснований корпорацією National Steel Car, в 1938 році. Це був один з так званих прихованих заводів, збудованих під прикриттям звичайної машинобудівної компанії, не пов'язаної з авіаційною галуззю. Додатковою перевагою цього підприємства, було його розміщення в Канаді, що убезпечувало його від ворожих авіанальотів під час другої світової війни. Завод виготовляв, ліцензійні, британські військові літаки. У виробництві були багатоцільові літаки Avro Anson, бомбардувальники Handley Page Hampden, винищувачі Hawker Hurricane та допоміжні літаки Westland Lysander. Згодом було прийнято рішення, запустити, на заводі, виробництво важких, чотиримоторних бомбардувальників Avro Lancaster, але компанія виявилася неспроможною самостійно налагодити випуск такого великого й складного літака, і тому в листопаді 1942 року, завод був націоналізований урядом Канади і підпорядкований новоствореній державній корпорації Victory Aircraft Limited.

### Початок діяльності
Уряд Канади, 1944 року, створює «Консультативний комітет з авіабудування». Директор авіаційного виробництва Канади, Кларенс Декатур Хоу, зазначав в своїй доповіді, що для Канади, є надзвичайно важливим, створити свою власну авіаційну промисловість, яка б могла забезпечити замкнутий цикл, проектування і виготовлення літаків та двигунів до них, всередині Канади. В цей же час, британська компанія Avro, шукає можливості для свого післявоєнного розвитку, проте, зі слів представників Avro, міністерство національної оборони Канади, на той час, не бажало розглядати нічого більшого за ліцензійне виробництво літаків і двигунів до них. Ситуація змінилась, в жовтні 1944 року, коли Кларенс Хоу, отримав посаду міністра реконструкції, в уряді Маккензі Кінга. На цій посаді Кларенс Хоу був відповідальним за матеріальне та наукове забезпечення повоєнної конверсії, а також за приватизацію державних підприємств. Він посприяв укладенню угоди, між урядом і британською Корпорацією Hawker Siddeley, згідно з якою Hawker Siddeley придбала державний завод Victory Aircraft, на базі якого заснувала «A.V. Roe Canada Ltd», як філію в Канаді, своєї дочірньої, авіабудівної компанії «A.V. Roe and Company». На початку своєї діяльності, Avro Canada виконувала роботи з ремонту й обслуговування військових літаків, часів другої світової війни. Паралельно з цим, в компанії було започатковано ряд нових, інноваційних, амбітних проектів розрахованих на використання реактивної тяги.

### Розширення та диверсифікація

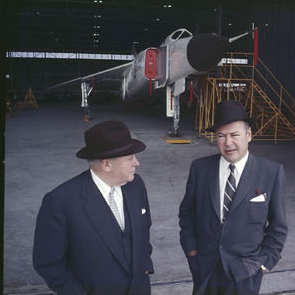
Представник Avro, Рой Харді Добсон і керівник Avro Canada, Гордон Кроуфорд, в ангарі з CF-105 Arrow, 1957 рік

З часом, A.V. Roe Canada Ltd, було реорганізовано в холдингову компанію, що складалась з двох дочірніх підприємств: Avro Aircraft (проектування і виробництво літаків) і Orenda Engines (проектування і виробництво авіаційних двигунів), які почали працювати під цими назвами з 1 січня 1955 року. Будівлі компаній були розташовані один навпроти одного в комплексі, по периметру аеропорту Малтон. Загальна чисельність персоналу двох авіаційних компаній досягла 15 000 чоловік у 1958 році.
В той же період, під керівництвом Гордона Кроуфорда A.V. Roe Canada Ltd, придбала ряд компаній, серед яких Algoma Steel, Canadian Applied Research, Canadian Car and Foundry, Canadian Steel Improvement, Canadian Steel Wheel, Canadian Thermo Control Co, Dominion Steel and Coal Corporation (DOSCO), та багато інших. До 1958 року A. V. Roe Canada Ltd. перетворилась на промислового гіганта із понад 50 000 співробітників в 44 дочірніх компаніях, які займалися видобутком вугілля, виробництвом сталі, залізничним рухомим складом, літаками та авіаційними двигунами, а також комп'ютерами та електронікою. 1956 року прибутки A.V. Roe Canada Ltd, склали 45 % доходу Hawker Siddeley. Річний дохід становив приблизно 450 мільйонів доларів США. 1958 року, A. V. Roe Canada Ltd зайняла трете місце за капіталізацією в Канаді.

### Загибель корпорації
Avro Aircraft, основний авіаційний підрозділ A.V. Roe Canada Ltd, наприкінці 50-х років, займався реалізацією амбітного і коштовного проекту надзвукового винищувача CF-105 Arrow. Основним замовником літака мали бути Королівські військово-повітряні сили Канади (англ. Royal Canadian Air Force (RCAF)). Фінансування також відбувалось переважно з бюджету Канади. 1958 року, за результатами федеральних виборів, до влади в Канаді прийшла прогресивно-консервативна партія, на чолі з Джоном Діфенбейкером. Після перемоги на виборах, посівши посаду прем'єр-міністра, Джон Діфенбейкер скасував фінансування проекту CF-105 Arrow, віддавши перевагу підписанню угоди про створення командування повітряно-космічної оборони Північної Америки NORAD спільно з Сполученими Штатами Америки. Діфенбейкер стверджував, що рішення ґрунтувалося на «ретельному дослідженні» загроз і оборонних можливостей, а також вартості різних систем оборони. Про скасування розробки CF-105 Arrow було оголошено 20 лютого 1959 року. Цей день став відомий як «чорна п'ятниця» канадської авіації. В результаті цієї події, без роботи опинились майже 15 000 співробітників Avro Aircraft та Orenda Engines, і ще приблизно стільки ж людей, втратили роботу в компаніях-постачальниках Avro Canada. Провідні інженери Avro Aircraft, почали масово залишати компанію. Протягом двох місяців після скасування проекту всі літаки, двигуни та виробниче оснащення було списано на металобрухт. Офіційною причиною наказу про знищення матеріалів та обладнання — було вказано, запобігання витоку інформації, про секретні технології і матеріали, використані у програмах «Arrow» та «Iroquois».
1962 року Hawker Siddeley розпустила A.V. Roe Canada Ltd і передала всі активи до своєї, новоствореної дочірньої компанії Hawker Siddeley Canada. Підрозділ з виробництва літаків, Avro Aircraft було ліквідовано. Того ж року авіаційний завод у Малтоні був проданий компанії de Havilland Canada. З часом активи DOSCO були націоналізовані. Canadian Car and Foundry було ліквідовано а їхні заводи знесені. Orenda Engines — фактично єдиний з великих підрозділів Avro Canada, який продовжує своє існування донині, 1997 року компанія була придбана Magellan Aerospace, перейменована в Orenda Aerospace і продовжує свою діяльність під цією новою назвою.

## Літальні апарати

### CF-100 Canuck

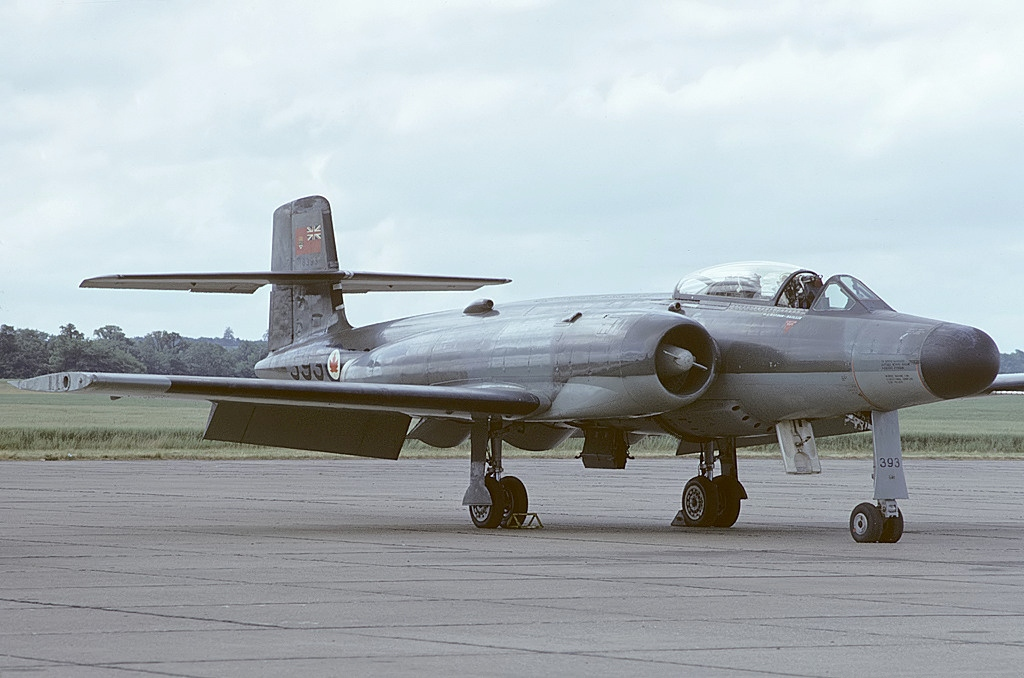
CF-100 Canuck

Перша власна розробка компанії, двомоторний реактивний винищувач з прямим крилом. Це єдиний літак Avro Canada і одночасно єдиний канадський військовий винищувач, який надійшов у масове виробництво і експлуатацію. Роботи розпочалися в жовтні 1946 року, згідно зі специфікацією Королівських ВПС Канади, яка вимагала створення нового, всепогодного літака, винищувача-перехоплювача на реактивній тязі, придатного для місій патрулювання, на далекі відстані. 19 січня 1950 року прототип CF-100 Mark 1, здійснив свій перший політ, оснащений парою турбореактивних двигунів Rolls-Royce Avon RA 3. В подальшому серійні літаки оснащувалися двигуном Avro Canada Orenda власного виробництва. Льотні випробування показали, що CF-100 має відносно короткий розбіг і високу швидкість набору висоти, що робить його добре придатним для виконання ролі винищувача-перехоплювача. Даний літак проектувався на початку ери реактивної авіації, тому мав відносно низьку тягооснащеність, пряме крило і був розрахований на дозвуковий політ. Проте 18 грудня 1952 року Януш Жураковський, головний пілот-випробувач Avro Canada, подолав звуковий бар'єр на прототипі CF-100 Mark 4, розігнавши літак в пікуванні з висоти 14 000 м, до швидкості 1,10 Маха, що зробило літак — першим реактивним літаком з прямим крилом, здатним здійснювати контрольований надзвуковий політ.
CF-100 Canuck, перебував на озброєнні у Королівських ВПС Канади та Збройних Силах Канади, також він був закуплений, для оснащення повітряних сил Бельгії. Всього було випущено 692 літака різних модифікацій. Літак було оснащено радаром. Озброєння літака складалось з восьми кулеметів Browning M3, в підфюзеляжному блоці, в більш пізніх модифікаціях, додались 2 блоки, кожен з яких містив 29 НАР Mighty Mouse. Також була випущена невелика серія CF-100 Mark 5, озброєних, новітніми на той час ракетами класу повітря-повітря AIM-7 Sparrow II. Існували також навчально-тренувальні модифікації CF100, та літаки обладнані комплексами РЕБ.

### C102 Jetliner

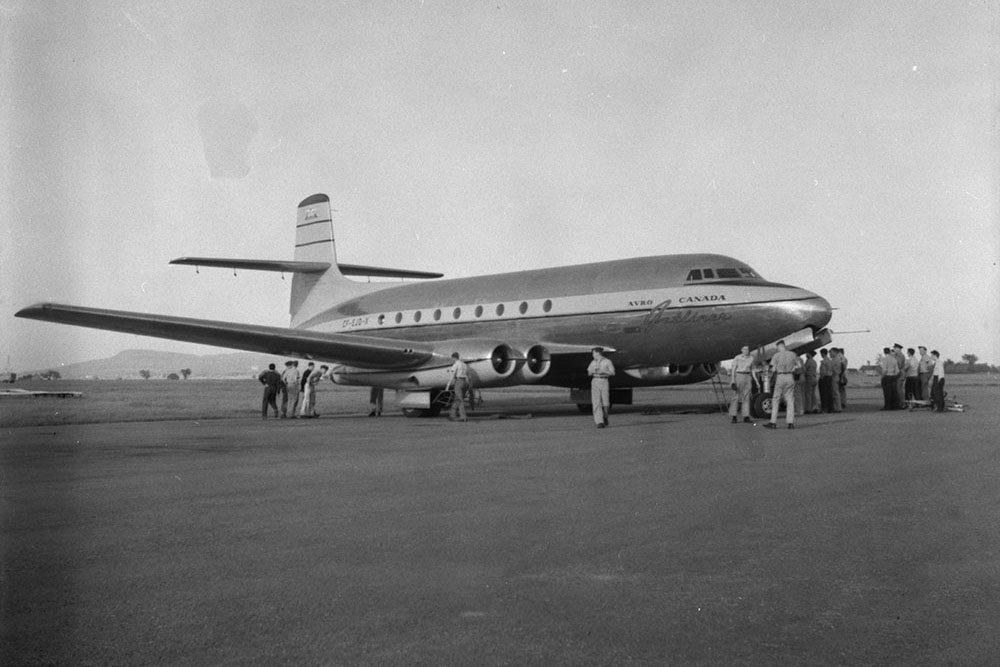
C-102 Jetliner

Проект пасажирського турбореактивного авіалайнера середньої дальності, створений компанією Avro Canada у 1949 році. Перший політ літак здійснив 10 серпня 1949 року, лише на 13 днів, поступившись в першості De Havilland Comet, ставши таким чином другим реактивним пасажирським авіалайнером у світі. Назва «Jetliner» є акронімом слів «jet airliner». Літак максимальною злітною масою 25 тон, що міг вмістити до 50 пасажирів, було оснащено чотирма турбореактивними двигунами Rolls-Royce Derwent V, тягою в 16 кН кожен. Крейсерська швидкість літака була 605 км/год, максимальна — 671 км/год, що було значно більше ніж могли запропонувати, розповсюджені на той час, гвинтові літаки. До прикладу, в межах випробувань прототипу літака, у квітні 1950 року, Jetliner доставив, вперше в світі, «реактивну авіапошту», з Торонто до Нью-Йорка за 58 хвилин, що було вдвічі швидше за попередній рекорд. Політ був широко висвітлений у ЗМІ, а екіпаж вітали на вулицях Манхеттена парадними стрічками і плакатами. Концепція реактивної тяги, була настільки нова, що Jetliner змусили припаркувати подалі від терміналу, а під двигуни поставили каструлі на випадок, якщо з них капатиме легкозаймисте паливо. Вцілому літак викликав великий інтерес, однак спроба розвивати одночасно два великі інноваційні проекти (C102 Jetliner і CF-100 Canuck) призвела до тривалих затримок їх реалізації. Холодна війна, на той час була в розпалі, уряд Канади, в особі Кларенса Хоу, наполягав на необхідності посилення RCAF і вимагав від Avro Canada прискорити роботу над військовим замовленням. Враховуючи це керівництво компанії зробило вибір на користь всепогодного винищувача-перехоплювача CF-100 Canuck і у 1951 році, видало наказ припинити роботу над проектом C-102 Jetliner. Перший літаючий прототип Jetliner був переданий національній раді досліджень, але в останньої, не знайшлось місця для зберігання літака і тому 13 грудня 1956 року, авіалайнер розрізали на брухт, зберігши лише носову частину з секцією кабіни пілотів. Вціліла частина літака зберігається в канадському музеї авіації та космосу в Оттаві, Онтаріо. Запланована раніше побудова другого прототипу — була скасована. .

### CF-103
Даний проект — це спроба глибокої модифікації існуючого винищувача-перехоплювача CF-100 Canuck. В компанії цілком розуміли обмеження «товстого прямого крила» використаного на CF-100 і головний конструктор Джон Фрост запропонував поєднати фюзеляж і двигуни існуючого літака, з новим тонким, стрілоподібним крилом і хвостовим оперенням, що мало забезпечити збільшення швидкості нового літака. Роботи над проектом почалися на початку 50-х років, майже одночасно з випробовуваннями перших прототипів CF-100 Canuck. Планувалось що новий літак буде проміжною ланкою, між CF-100 і новими поколіннями винищувачів, які планувалося створити в майбутньому. Основні зміни полягали в зменшенні хорди та товщини крила. Кут стріловидності по передній кромці складав 42°. Хвостове оперення також планувалося стрілоподібним. Одна з розглянутих версій також мала два обтічних паливних бака, які зливалися з передньою кромкою крила. У 1951 році міністерство торгівлі Канади видало замовлення на два прототипи та планер для статичних випробувань під проектним позначенням CF-103. Оснащення, інструменти та детальні технічні креслення були готові до червня 1951 року, а випробування в аеродинамічній трубі, проведені в корнельському університеті, були завершені до листопада 1951 року. Було створено дерев'яний макет CF-103. Проте льотні випробування, проведені протягом 1951 року, головним пілотом-випробувачем Янушем Жураковські, показали, що потенціал розвитку CF-100 перевищив заплановані показники продуктивності CF-103. Робота над CF-103 зупинилася, перший політ, спочатку запланований на літо 1952 року, було перенесено на середину 1953 року. З наростанням холодної війни канадський уряд вимагав, налагодити масове виробництво, вже випробуваної моделі CF-100, що змусило компанію Avro повністю згорнути проект CF-103.

### CF-105 Arrow

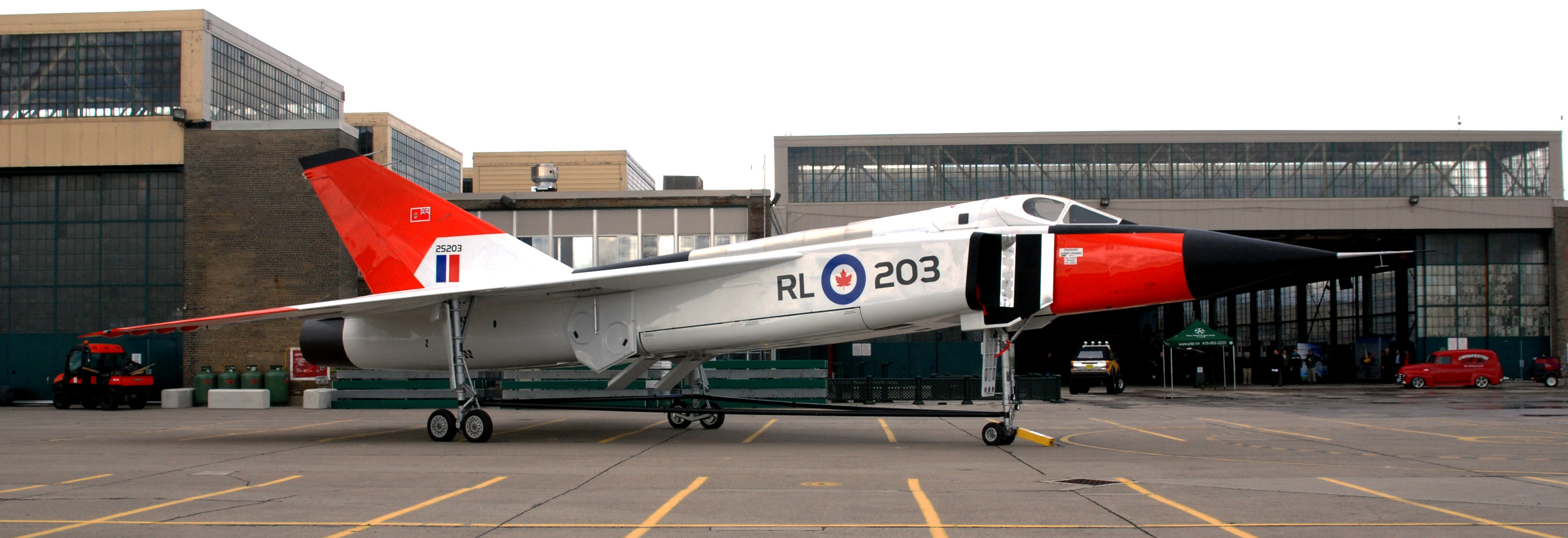
Репліка CF-105 Arrow, в музеї

Іноваційний проект надзвукового винищувача-перехоплювача з дельтоподібним крилом, розроблений і побудований Avro Canada. Історія літака почалася, в квітні 1953 року, з появою специфікації AIR 7-3, випущеної Королівськими ВПС Канади (RCAF), в якій було викладено перелік вимог, до нового перспективного літака. Команда RCAF під керівництвом Рея Футтіта провела перемовини з американськими, британськими і французькими виробниками літаків, за результатами яких дійшли висновку, що жоден з існуючих літаків, і жоден з проектів, що знаходяться в стадії розробки — не відповідають вимогам AIR 7-3. Намагаючись задовольнити вимоги RCAF, інженери Avro Canada, запропонували два проекти літаків під індексами CF-104 і CF-105, згодом взаємодіючи з замовником, остаточний вибір було зупинено на більш коштовному й амбітному проекті CF-105 (конкуруючий проект CF-104 було закрито на етапі ескізного проектування). У липні 1953 року, пропозицію Avro Canada було прийнято, і компанія отримала погодження і фінансування повного проектування проекту під назвою CF-105 Arrow. У грудні було виділено 27 мільйонів канадських доларів на початок конструкторських робіт. Спочатку проект був обмеженим у фінансуванні, але поява радянського реактивного бомбардувальника Мясищев М-4 «Бізон» і випробування СРСР водневої бомби різко змінили пріоритети. Вже в березні 1955 року контракт було збільшено до 260 мільйонів канадських доларів, що передбачало побудову п'яти прототипів CF-105 Arrow Mark 1 для льотних випробувань, а потім ще 35 CF-105 Arrow Mark 2 з серійними двигунами та системами керування вогнем.
Порівняння вимог специфікації і оціночних характеристик CF-105 Arrow Mark 2 (з двигуном Iroquois):
| Вимога                                                                                      | специфікація AIR 7-3     | Оцінка CF-105 Arrow Mark 2 |
| Кількість двигунів                                                                          | 2                        | 2                          |
| Кількість членів екіпажу                                                                    | 2                        | 2                          |
| бойовий радіус для місії на «низьких швидкостях»                                            | не менше 300 NM (556 км) | 630 NM (1167 км)           |
| бойовий радіус для місії перехоплення, на «максимальних швидкостях»                         | не менше 200 NM (370 км) | 400 NM (741 км)            |
| Можливість експлуатації з ЗПС довжиною                                                      | 6 000 футів (1 830 м)    | 6 000 футів (1 830 м)      |
| Крейсерська швидкість, на висоті 70 000 футів (21 350 м)                                    | 1,5 Маха                 | 1,5 Маха                   |
| Максимальне перевантаження маневру, без втрати швидкості і висоти                           | 2 g                      | 1,84 g                     |
| Час від запуску двигунів, до досягнення висоти 50 000 футів (15 250 м) і швидкості 1,5 Маха | не більше 5 хв           | 4,1 хв                     |

Перший політ CF-105 Arrow Mark 1, за номером RL-201, оснащеного двигунами Pratt & Whitney J75, було здійснено 25 березня 1958 року, конструкція продемонструвала чудову керованість і характеристики, досягнувши 1,9 Маха в горизонтальному польоті. Було виготовлено ще чотири прототипи модифікації Mark 1: RL-202, RL-203, RL-204 та RL-205. Легкий і потужніший двигун Orenda Iroquois знаходився на стадії випробувань і незабаром міг бути готовий, для побудови літаків модифікації Mark 2. Перший CF-105 Arrow Mark 2 (RL-206) з двигунами Orenda Iroquois, був готовий до випробувань на рулінні в рамках підготовки до льотних і приймальних випробувань пілотами RCAF на початку 1959 року.
20 лютого 1959 року, новий прем'єр-міністр Канади, Джон Діфенбейкер раптово зупинив фінансування CF-105 Arrow і його двигунів Orenda Iroquois. Канада намагалася продати літак США та Великобританії, але жодних угод укладено не було. Через два місяці оснащення, інструменти, плани, існуючі планери та двигуни було наказано знищити. Ця подія фактично вибила Avro Canada з бізнесу, а її висококваліфікований інженерний і виробничий персонал було розпорошено.

### VZ-9 Avrocar

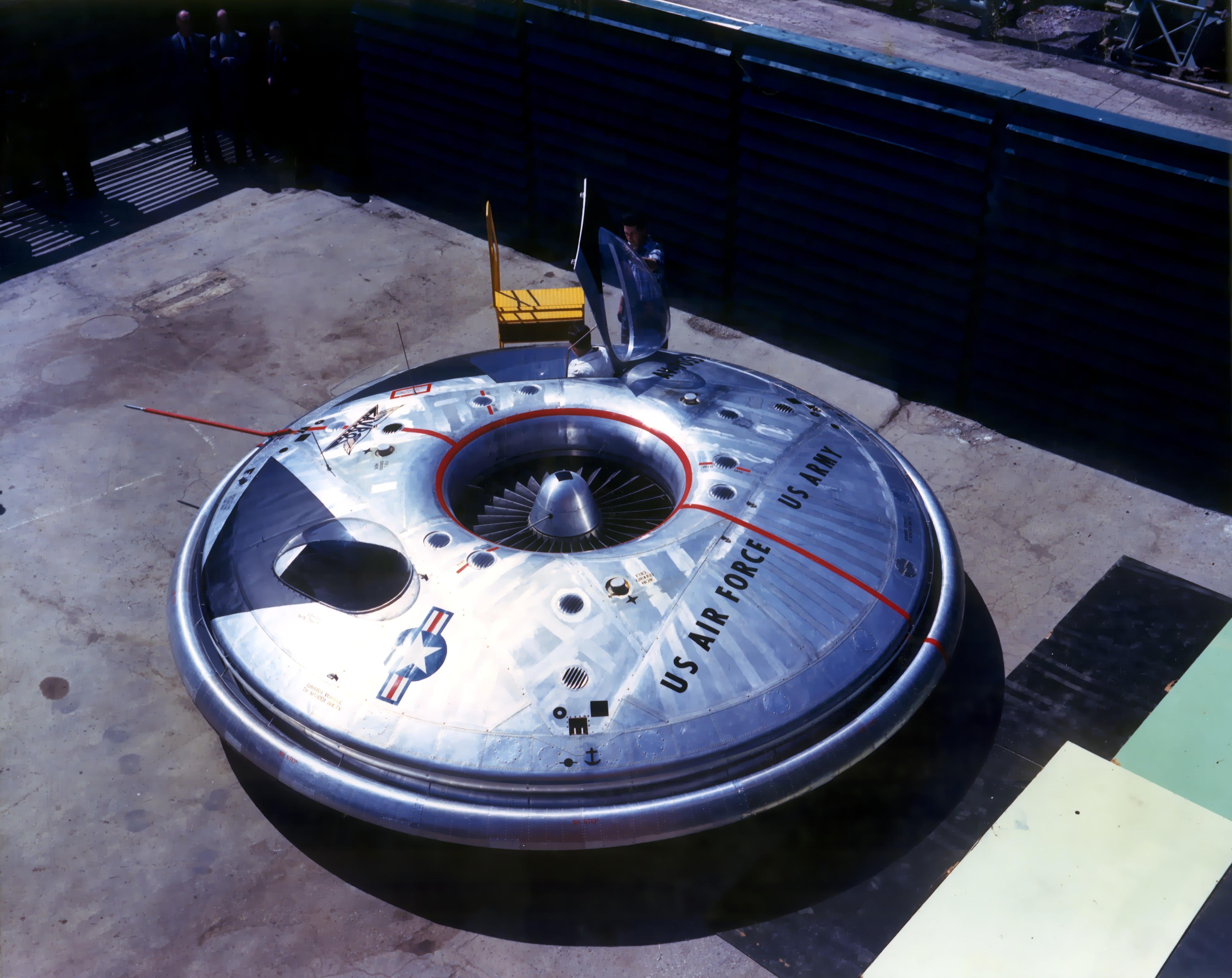
VZ-9 Avrocar

Експериментальний літальний апарат, вертикального злету та приземлення, спроектований і побудований Avro Canada, в рамках секретного військового проекту США. Avrocar став кульмінацією серії дослідницьких проектів, «спеціальної дослідницької групи» (англ. Special Projects Group (SPG)), під керівництвом Джона Фроста, який приєднався до Avro Canada у червні 1947 року, маючи досвід роботи в кількох британських авіабудівних компаніях. Спочатку SPG проводила дослідницькі роботи, вертикального злету й посадки літальних апаратів, в межах цих робіт, була запропонована «специфічна» схема побудови турбореактивного двигуна з відцентровим турбокомпресором і трубчатими камерами згоряння розташованими навколо турбокомпресора радіально, як спиці в колесі. Отриманий двигун був скомпонований у формі великого плаского диска. Реактивна тяга створювалась по периметру всього обода двигуна, і це створювало проблеми при адаптації конструкції до традиційної компоновки літака. Під новий двигун було створено так званий «проект Y», літальний апарат у формі, що нагадувала штикову лопату, який мав злітати й сідати вертикально. Даний проект було закрито, через надзвичайно високу вартість його реалізації. Надалі був започаткований «проект Y-2», який був логічним продовженнями «проекту Y», форма лопати змінилась на дископодібну, запропоновано для злету, посадки й дозвукової стадії польоту, використовувати ефект Коанда. Проект «проект Y-2» зацікавив представників повітряних сил США і отримав фінансування з американського бюджету. 1956 року, Avro Canada пропонувала літальний апарат під кодовою назвою TS-140 (розвиток «проекту Y-2»), на конкурс ВМС США, з розробки надзвукового винищувача вертикального злету й посадки. Пропонований літак мав дископодібну форму і мав задовольняти всім вимогам замовника, але ВМС США віддали перевагу більш традиційному проекту Bell D-188A. Оскільки новий тип двигуна і літальні апарати під нього не мали достатнього фінансування, щоб втілити їх в життя, Джон Фрост запропонував побудувати менший і дешевший апарат, який мав слугувати демонстратором можливостей і доказом правильності обраної концепції. Проект отримав назву «Avrocar» і був представлений, як прототип транспортного засобу «літаючого позашляховика», що підходить для потреб армії, і може слугувати аеродинамічним випробувальним стендом для майбутнього розвитку теми дископодібних літальних апаратів. Початкові вимоги до продуктивності Avrocar полягали в десятихвилинному зависанні нал землею, та дальністю польоту 25 миль (40 км) з корисним навантаженням 1000 фунтів (450 кг).
Avrocar був дископодібним літальним апаратом, верхня поверхня диска була сильно опуклою, а нижня майже пласка. Диск мав діаметр 18 футів (5,5 м) і товщину 3,5 футів (1,1 м). Вентилятор турбокомпресора складався з 124 лопатей і знаходився в центрі диска. Більша частина тяги була спрямована прямо вниз через отвір у нижній поверхні диска, решта відводилася для живлення систем керування, що проходили вздовж зовнішнього обода диска. Енергією вентилятор забезпечували три невеликі турбореактивні двигуни Teledyne CAE J69-T-9, прикріплені до рами. Кожен двигун мав власні паливні та масляні баки та інші допоміжні системи. Більша частина планера була зроблена з алюмінію, суха маса апарата становила 3000 фунтів (1400 кг). Ходова частина Avrocar була рудиментарною з трьома невеликими поворотними колесами. Керування здійснювалося за допомогою єдиного джойстика, встановленого збоку. Жодних механічних зв'язків з органами керування не було, натомість ручка керувала потоком повітря під високим тиском, який або безпосередньо подавався до різних керуючих поверхонь, або опосередковано через спеціальні канали, керував різними системами. Було побудовано два прототипи, на яких проводились випробування.
Перший політ Avrocar було здійснено 12 листопада 1959 року. Тестування виявило ряд значних недоліків проекту. Реальні можливості двигунів і вентилятора виявились нижчими за проектні, і підйомна сила створювана вентилятором виявилась меншою за власну вагу апарата, що не дозволило здійснювати політ за межами дії екранного ефекту землі. Тобто Avrocar міг летіти лише в безпосередній близькості до землі, так само, як це роблять судна на повітряній подушці чи екраноплани. Також Avrocar був нестабільним в польоті і схильним до значних кренів і коливань, що різко наростали при спробі «відірватись» від земного екрану. Поки тривали роботи з усунення недоліків, військові США поступово втрачали інтерес до проекту, виділене раніше фінансування скінчилось в березні 1961 року. Пропозиції Фроста щодо модифікації конструкції не були прийняті, і в грудні 1961 року військові США офіційно скасували проект Avrocar і пов'язаний з ним проект надзвукового літака вертикального злету й посадки.

## Двигуни Orenda
Компанія Turbo Research була заснована 1944 року, як державне підприємство, для проведення досліджень і випробувань в галузі реактивної тяги, і її використання, в холодних погодних умовах Канади. Були проведені початкові дослідження конструкції двигуна з відцентровим компресором, пізніше проводились розробки нової конструкції з осьовим компресором, що згодом була втілена у виробництво під назвою Chinook — перший суто канадський турбореактивний двигун. У 1948 році Turbo Research була продана A.V. Roe Canada Ltd, де була об'єднана з підрозділом газових турбін. Проект Chinook отримав подальший розвиток і новий двигун з покращеними характеристиками отримав назву — Orenda, поступив у масове виробництво і використовувався на літаках CF-100 Canuck, і в кількох варіантах Canadair Sabre. У 1954 році Avro Canada було реорганізовано, і підрозділ з виготовлення двигунів, отримав назву Orenda Engines. Під проект надзвукового перехоплювача CF-105 Arrow, розроблявся новий перспективний двигун Iroquois, але програма Iroquois була скасована разом із Arrow 20 лютого 1959 року. Компанія ще деякий час продовжувала випускати ліцензійні копії реактивних двигунів інших конструкцій, для Королівських ВПС Канади, а 1962 року була продана Hawker Siddeley Canada. 1997 року Orenda була придбана Magellan Aerospace і перейменована в Orenda Aerospace. Наприкінці 1990 років, була спроба вивести на ринок новий 8-циліндровий поршневий двигун Orenda OE600, потужністю 600 к. с., призначений для використання на невеликих літаках, але продажі двигуна були незначними і проект було заморожено.

## Неосновні напрямки діяльності
Основним видом діяльності A.V. Roe Canada Ltd, завжди було авіабудування, але незважаючи на це, компанія мала багато підрозділів, прямо не пов'язаних з авіацією. На піку своєї діяльності, Avro Canada контролювала 44 дочірніх компанії, в різних галузях економіки. Нижче наведено неповний перелік найбільш значущих неавіаційних підрозділів компанії:
- Canadian Steel Improvement — Завод з виробництва прецезійних кованих лопаток турбін. У компанії працювало понад 400 осіб, продукція компанії забезпечувала можливості масового виробництва турбореактивних авіадвигунів Orenda.
- Canadian Steel Foundries — Одна з найбільших металургійних компаній свого часу
- Canadian Car and Foundry — Найбільший виробник рейкового рухомого складу, свого часу. Компанія виробляла вагони, трамваї, цистерни, тощо.
- Dominion Steel and Coal Corporation (DOSCO) — компанія з видобутку вугілля та виробництва сталі, була одним із найбільших приватних роботодавців у Канаді протягом 1930-1950-х років.
- Halifax Shipyard — велика корабельня в місті Галіфакс, що виконувала замовлення ВМС Канади.
- Canadian Applied Research — виробник бортових навігаційних систем.